# Peligrà
El Peligrà és la segona edat de l'escala d'edats sud-americanes de mamífers terrestres (SALMA). Començà fa 62,5 milions d'anys i s'acabà fa 59 milions d'anys. Segueix el Tiupampà i precedeix l'Itaboraià. El seu nom deriva del del jaciment argentí de Punta Peligro.

## Formacions
| Formació tipus en negreta | Estat     | Conca                       |
| ------------------------- | --------- | --------------------------- |
| Formació de Salamanca     | Argentina | Conca del golf de San Jorge |
| Formació de Bogotà        | Colòmbia  | Altiplà cundiboyacà         |
| Formació Cerrejón         | Colòmbia  | Conca Cesar-Ranchería       |
| Formació Chota            | Perú      | Conca de Bagua              |
| Formació Guaduas          | Colòmbia  | Altiplà cundiboyacà         |
| Formació Peñas Coloradas  | Argentina | Conca del golf de San Jorge |
| Formació de Santa Lucía   | Bolívia   | Conca de Potosí             |